# Hyperconjugatie
Hyperconjugatie is het positief mesomeereffect dat optreedt bij een C-H-binding naast een lege p-orbitaal op een naastgelegen koolstofatoom. Bij deze binding treedt er een ruimtelijke overlap op tussen het lege p-orbitaal en de σ-binding. Vooral het gedeelte van de σ-MO dat in de figuur hiernaast niet gekleurd is wijst in de richting van de lege p-orbitaal. De bindingselektronen uit de sigma-binding komen zo gedeeltelijk in het p-orbitaal terecht en vormen zo een groot molecuulorbitaal. Dit zorgt voor extra stabiliteit.
Hyperconjugatie is een zwak mesomeereffect, maar het kan de stabiliteit van carbokationen verklaren. Hyperconjugatie treedt op bij carbokationen, maar niet bij carbanionen. Hyperconjugatie kan ook voorkomen bij aromaten.